# Adieu Paris
Adieu Paris je francouzský hraný film z roku 2021, který režíroval Édouard Baer. Snímek měl světovou premiéru na filmovém festivalu Lumière dne 10. října 2021.

## Děj
Skupina osmi přátel z pařížského uměleckého světa se pravidelně každý rok schází v restauraci Closerie des Lilas: spisovatel, sochař, zpěvák, filozof, divadelní režisér, herec...

## Obsazení
| Pierre Arditi          | Jacques             |
| Benoît Poelvoorde      | Benoît              |
| François Damiens       | Louki               |
| Bernard Le Coq         | Enzo                |
| Bernard Murat          | Pierre-Henry        |
| Isabelle Nanty         | Isabelle            |
| Léa Drucker            | Alainova přítelkyně |
| Gérard Depardieu       | Michael             |
| Ludivine Sagnier       | Michaelova dcera    |
| Daniel Prévost         | Bertrand            |
| Jean-François Stévenin | Jeff                |
| Jackie Berroyer        | Alain               |
| Yoshi Oida             | Yoshi               |
| Gérard Daguerre        | pianista            |
| Édouard Baer           | Édouard             |
| Sigrid Bouaziz         | servírka            |
| Christophe Meynet      | barman              |